# FIFA ’98: Road to World Cup
A FIFA ’98: Road to World Cup (rendszerint rövidítve FIFA 98) egy videójáték, melyet az EA Canada fejlesztett, és az EA Sports adott ki, a játék a labdarúgásra épül. Windowsra 1997. június 17-én jelent meg, melyet a PlayStation, a SNES, a Nintendo 64, a Sega Saturn, a Game Boy és a Sega Mega Drive verzió követett.
A FIFA 98 a FIFA sorozat ötödik tagja volt. Ez a játék a sorozat második 3D-s darabja. Számos játékos szerepelt a borítón, beleértve David Beckhamet az angol borítón, Roy Lassitert az amerikain és mexikóin, David Ginolát a francia borítón, Rault a spanyol borítón és Andreas Möllert a német borítón.

## Játék jellemzői
A játék jellegzetes a növekvő trend kezdetéről a szériában, amely észrevehetően potenciálisan a legjobb sportjáték szimulátor a világon. A játék forradalmasítása, hogy hivatalos zenével dicsekedhet, kifinomult grafikai motorja van, a csapat és játékos testreszabott beállítású, 16 stadion van, népszerű "Road To World Cup" mód az összes FIFA-tag nemzeti-válogatottal. A legigényesebb az egész szériában, hogy a csapatok minden sajátsága precíz. 11 bajnokságot tartalmaz 189 klubbal együtt. Ez volt az első FIFA játék, mely tartalmaz játékos/csapat szerkesztőt.
A lesszabályt az első alkalommal alkalmazták a FIFA játékok között. A korábbi játékokban, amikor a játékos a csapatban les pozícióban volt, a futó játékost lesen ítélték, amikor a passz hátrafelé irányult. A játék 32 bit-es verziója javította ezt, így csak ha a passz nagyjából odamegy, ahol a játékos les pozícióban van, akkor adnak szabadrúgást les miatt.
A játék főcímzenéje a Blur-tól a Song 2. A The Crystal Method 4 dala szerepel a játékban, a More, a Now Is The Time, a Keep Hope Alive és a Busy Child. Des Lynam tartotta a játék bemutatását, John Motson és Andy Gray maradtak a játék kommentátorai.
A játék grafikai tökéletesítésével a játékosok felismerhető arcot kaptak. Az arcok jobban kifejezők lettek, noha Bulgária és Ukrajna kezdő tizenegye tartalmaz "szomorú" kinézetű játékosokat, amíg Macedónia kezdő tizenegye "erőszakos" kinézetű játékosokat tartalmaz.

## Szemlék
A Play magazin a 29. számában a PlayStation verziónak 88%-os értékelést adott.

## Csapatok
Az alábbi lista tartalmazza a választható nemzeti-válogatottakat. Minden egyes csapatnál a teljes erősség - a játékban 1-től 10-es skálán - a név után jelezve.

## AFC
- Egyesült Arab Emírségek (8)
- Bahrein (7)
- Banglades (3)
- Dél-Korea (6)
- Fülöp-szigetek (3)
- Hongkong (5)
- India (6)
- Indonézia (7)
- Irak (6)
- Irán (7)
- Japán (7)
- Jemen (6)
- Jordánia (7)
- Kambodzsa (5)
- Katar (8)
- Kazahsztán (7)
- Kína (6)
- Kirgizisztán (8)
- Kuvait (8)
- Libanon (4)
- Makaó (3)
- Malajzia (4)
- Maldív-szigetek (2)
- Nepál (3)
- Omán (8)
- Pakisztán (6)
- Srí Lanka (5)
- Szaúd-Arábia (7)
- Szingapúr (5)
- Szíria (6)
- Tádzsikisztán (6)
- Tajvan (5)
- Thaiföld (6)
- Türkmenisztán (6)
- Üzbegisztán (8)
- Vietnám (4)

## CAF
- Algéria (6)
- Angola (6)
- Bissau-Guinea (5)
- Burkina Faso (6)
- Burundi (5)
- Dél-afrikai Köztársaság (7)
- Egyiptom (7)
- Elefántcsontpart (7)
- Gabon (5)
- Gambia (5)
- Ghána (8)
- Guinea (6)
- Kamerun (7)
- Kenya (5)
- Kongó (5)
- Kongói DK (7)
- Libéria (7)
- Madagaszkár (5)
- Malawi (5)
- Marokkó (7)
- Mauritánia (5)
- Mauritius (5)
- Mozambik (7)
- Namíbia (6)
- Nigéria (8)
- Ruanda (4)
- Sierra Leone (6)
- Szenegál (7)
- Szudán (7)
- Szváziföld (3)
- Tanzánia (7)
- Togo (7)
- Tunézia (7)
- Uganda (6)
- Zambia (7)
- Zimbabwe (7)

## CONCACAF
- Antigua és Barbuda (5)
- Aruba (5)
- Bahama-szigetek (7)
- Barbados (5)
- Belize (5)
- Bermuda (6)
- Costa Rica (5)
- Dominikai Közösség (5)
- Dominikai Köztársaság (5)
- Egyesült Államok (7)
- Grenada (4)
- Guatemala (6)
- Guyana (5)
- Haiti (4)
- Antigua és Barbuda (5)
- Honduras (6)
- Jamaica (6)
- Kajmán-szigetek (4)
- Kanada (7)
- Kuba (5)
- Mexikó (9)
- Nicaragua (4)
- Panama (6)
- Puerto Rico (5)
- Saint Kitts és Nevis (5)
- Saint Lucia (5)
- Saint Vincent és a Grenadine-szigetek (7)
- Salvador (7)
- Suriname (5)
- Trinidad és Tobago (7)

## CONMEBOL
- Argentína (9)
- Bolívia (7)
- Brazília (10)
- Chile (7)
- Ecuador (7)
- Kolumbia (10)
- Paraguay (7)
- Peru (6)
- Uruguay (7)
- Venezuela (6)

## OFC
- Ausztrália (7)
- Cook-szigetek (3)
- Fidzsi-szigetek (3)
- Szamoa (3)
- Pápua Új-Guinea (3)
- Salamon-szigetek (3)
- Tahiti (3)
- Tonga (3)
- Új-Zéland (4)
- Vanuatu (3)

## UEFA
- Albánia (5)
- Anglia (10)
- Ausztria (8)
- Azerbajdzsán (6)
- Belgium (8)
- Bosznia-Hercegovina (7)
- Bulgária (8)
- Ciprus (5)
- Csehország (9)
- Dánia (9)
- Észak-Írország (7)
- Észtország (5)
- Fehéroroszország (7)
- Feröer (4)
- Finnország (7)
- Franciaország (10)
- Görögország (6)
- Grúzia (7)
- Hollandia (10)
- Horvátország (8)
- Írország (8)
- Izland (6)
- Izrael (7)
- Jugoszlávia (8)
- Lengyelország (8)
- Lettország (6)
- Liechtenstein (3)
- Litvánia (7)
- Luxemburg (5)
- Macedónia (6)
- Magyarország (6)
- Málta (5)
- Moldova (6)
- Németország (10)
- Norvégia (8)
- Olaszország (10)
- Oroszország (8)
- Örményország (6)
- Portugália (9)
- Románia (8)
- San Marino (3)
- Skócia (8)
- Spanyolország (10)
- Svájc (9)
- Svédország (8)
- Szlovákia (8)
- Szlovénia (6)
- Törökország (7)
- Ukrajna (6)
- Wales (7)

## Lásd még
- FIFA sorozat

| Előző FIFA '97 | FIFA sorozat 1998 | Következő FIFA 99 |